# Pegah Emambakhsh
Pegah Emambakhsh es una iraní nacida en 1967 que escapó de su país a Inglaterra después de que su pareja fue arrestada, torturada y condenada por lesbianismo a morir por lapidación.
Emambakhsh aplicó para asilo político en el 2005, ya que de volver a Irán, ella también recibiría la misma pena de muerte.
Al principio, su solicitud de asilo fue negada por el gobierno Inglés. Emambakhsh fue arrestada el 13 de agosto del 2007 en Sheffield y su deportación a Teherán se anunció para el día 16 de ese mes.

## Contexto político
La organización no gubernamental Amnistía Internacional publicó un informe en el que se indica que más de 70 países persiguen aún a los homosexuales y ocho los condenan a muerte.
Irán es uno de esos países que imponen la pena de muerte por tener relaciones homosexuales o por sodomía. Según el Islamic Punishment Act, un documento que detalla los castigos a diferentes delitos contra la ley islámica: 
"Los artículos 127 al 134 conciernen las relaciones lesbianas. El castigo por actos sexuales entre lesbianas es 100 latigazos, y en casos múltiples (3 veces) la ejecución." Home Office, Guia Operacional de Iran, 27 de febrero del 2007.
La Unión Europea calificó como catastrófico el estatus de los derechos humanos en Irán.
Los otros siete países que castigan a los homosexuales con la muerte son: Arabia Saudí, Emiratos Árabes Unidos, Mauritania, Nigeria, Somalía, Sudán y Yemen.

## Campaña Amigos de Pegah
La orden de deportación fue aplazada al 28 de agosto gracias a la intervención del parlamentario Richard Caborn.
Varias organizaciones internacionales pro-gay y de derechos humanos iniciaron una campaña en protesta de su deportación, enviando faxes y ramos de flores blancas. 
El alcalde de Venecia y otros altos funcionarios italianos enviaron una carta a la embajada inglesa, ofreciendo asilo y una casa para Emambakhsh.
Emambakhsh fue liberada el 11 de septiembre. Su estatus se convirtió en el de refugiada en proceso de asilo, pero todavía no eras seguro que pudiese quedarse en el país de manera permanente.
El 7 de marzo de 2008 se informó de que Pegah Emambakhsh podría ser deportada a Irán tras perder los últimos recursos para conseguir el asilo. Pegah es madre de dos niños.
En febrero de 2009 el Reino Unido concedió asilo a Pegah y se le permitirá permanecer en el país.